# Nissum Fjord
Nissum Fjord este o arie protejată (arie de protecție specială avifaunistică — SPA) din Danemarca întinsă pe o suprafață de 10.906 ha, integral pe uscat.

## Localizare
Centrul sitului Nissum Fjord este situat la coordonatele 56°22′03″N 8°10′19″E / 56.3675°N 8.171944°E.

## Înființare
Situl Nissum Fjord a fost declarat arie de protecție specială avifaunistică în mai 1983 pentru a proteja 29 de specii de animale.

## Biodiversitate
Situată în ecoregiunea atlantică, aria protejată nu include niciun habitat protejat.
La baza desemnării sitului se află mai multe specii protejate de  păsări (29): rață sulițar (Anas acuta), rață lingurar (Anas clypeata), rață pitică (Anas crecca), rață fluierătoare (Anas penelope), gâscă cenușie (Anser anser), gâscă cu cioc scurt (Anser brachyrhynchus), buhai de baltă (Botaurus stellaris), Branta bernicla hrota, Branta leucopsis, Calidris alpina schinzii, prundăraș de sărătură (Charadrius alexandrinus), Charadrius morinellus, erete de stuf (Circus aeruginosus), erete vânăt (Circus cyaneus), Cygnus columbianus bewickii, lebădă de iarnă (Cygnus cygnus), lebădă de vară (Cygnus olor), șoim călător (Falco peregrinus), sitar de mal nordic (Limosa lapponica), ferestrașul mare (Mergus merganser), Mergus serrator, bătăuș (Philomachus pugnax), ploier auriu (Pluvialis apricaria), cresteț pestriț (Porzana porzana), ciocântors (Recurvirostra avosetta), chiră mică (Sterna albifrons), chiră de baltă (Sterna hirundo), Sterna paradisaea, chiră de mare (Sterna sandvicensis).